# Nevzad Hanım
Nevzad Hanım (turecky: Nimet Nevzad Hanım; Osmanská turečtina: نمت نوزاد خانم‎; rozená Nimet Bargu; 2. března 1902, Beşiktaş – 23. června 1992, Göksu) byla pátá manželka osmanského sultána Mehmeda VI.

## Život
Narodila se 2. března 1902 jako Nimet Bargu v sídle sultánova tajemníka Hüseyina Beye ve Vişnezade v obci Beşiktaş patřící pod Istanbul. Byla členkou albánské rodiny Bargu. Její otec byl palácový zahradník Şaban Efendi Bargu a matka Hatice Hanım. Měla dvě mladší sestry, Emine Hayriye Nesrin Hanım (1905–1988) a Fatmu Tüzehra Nevzer Hanım (nar. 1906), a mladšího bratra Saliha Bey (nar. 1908).
Hüseyinova manželka Eda Hanım byla sestra jejího otce. Roku 1913 na žádost Edy Hanım uvedla do harému jí a její sestru Nesrin Demsan Hanım (švagrová Mihrengiz Kadınefendi, manželky sultána Mehmeda V.) Nimet po vstupu do harému přijala jméno Nevzad.
Poté byla poslána do harému Şehzade Mehmeda Ziyaeddina, kde sloužila jako doprovod při studiích princezen a absolvovala stejná studia jako oni. Po nástupu Mehmeda na trůn, stala se roku 1918 kalfou a odešla do jeho paláce.
Dne 1. září 1921 byla v paláci Yıldız oddána za sultána Mehmeda. V době sňatku bylo Mehmedovy 61 let a Nevzad 19 let. Skutečnost že se s ní oženil, prohloubila již tak mrazivé a ne moc dobré vztahy mezi dětmi sultána Reşada a Mehmedovou vlastní rodnou. Spolu neměli žádné potomky.
Když byl roku 1922 sultán Mehmed sesazen, byla společně s jeho rodinou vězněna v paláci Feriye. Když v březnu 1924 odešla dynastie do exilu, Nevzda se rozhodla žít u své tety Fatmy Hanım. Na opakovanou žádost se v květnu 1924 připojila k dynastii v San Remu. Zde obývali sídlo Villa Magnolia. Po několika měsících odešla do San Rema i její sestra Nesrin.
Dne 16. května 1926 byla přítomna u smrti svého manžela. Syn sultánovy sestry Medihy Sultan Sami Bey, upozornil Nevzda na to, že mohlo dojít k vraždě sultána. Pochyboval však o tom že za jeho vraždou stojí právě Nevzad. Vyslechl ji a poté zapečetil její osobní majetek. Brzy po smrti manžela odešla se svou sestrou zpět do Istanbulu.
Roku 1928 se vdala za kapitána Ziya Beye Seferoğlu a přijala jméno Nimet Seferoğlu. Stejného roku porodila dceru Sıdıku Selçuk a roku 1931 syna Şabana Mustafu.
Roku 1937 publikovala její vzpomínky pod názvem Yıldız'dan San Remo'ya. O spolehlivosti vzpomínek se vedly vážné diskuse.
Zemřela 23. června 1992 ve svém sídle v Göksu a byla pohřbena na hřbitově Karacaahmet.

## Vyznamenání
- Řád dobročinnosti 1. třídy (4. září 1921)[17]